# JóiPé & Króli
JóiPé & Króli è un duo musicale islandese formatosi nel 2017. È costituito dai rapper Jóhannes Damian Patreksson e Kristinn Óli Haraldsson.

## Storia del gruppo
Formatosi nel 2017, il duo è salito alla ribalta grazie alla hit B.O.B.A. che è risultata al 6º canzone più venduta nel corso dell'anno in territorio islandese e la 4ª più riprodotta su Spotify, la principale piattaforma di streaming a livello nazionale, con 1 175 386 stream. Il loro secondo album in studio Gerviglingur, pubblicato attraverso la Kjói, parte del gruppo della Sony Iceland, è risultato il disco più venduto nel corso del 2017 con 4 153 unità. Nel corso del 2018 è uscito Afsakið hlé che anch'esso è risultato l'album più venduto dell'anno grazie a 4 185 unità distribuite, mentre Gerviglingur ha aggiunto al suo totale altre 2 503 unità, risultando inoltre il 3º disco più venduto e ascoltato nel corso dell'anno. Nel 2019 hanno conquistato la vetta della graduatoria dei singoli nazionale grazie a Næsta. Nell'ambito del principale riconoscimento musicale islandese, l'Íslensku tónlistarverðlaunin, hanno trionfato nelle categorie di interprete musicale pop/rock dell'anno, album dell'anno – rap/hip hop e canzone rap/hip hop dell'anno.

## Formazione
- JóiPé (Jóhannes Damian Patreksson; 2000) – voce
- Króli (Kristinn Óli Haraldsson; 1999) – voce

## Discografia

### Album in studio
- 2017 – Ananas
- 2017 – Gerviglingur
- 2018 – Afsakið hlé
- 2020 – Í miðjum kjarnorkuvetri

### EP
- 2018 – 22:40-08:16
- 2024 – Scandipain Vol. 1 (feat. Ussel)

### Singoli
- 2017 – O Shit
- 2019 – Næsta (con GDRN e SZK)
- 2019 – Tveir koddar
- 2020 – Geimvera
- 2022 – Þriggja tíma brúðkaup
- 2023 – Kallinn á Tunglinu